# Rosário (kommun)
Rosário är en kommun i Brasilien.   Den ligger i delstaten Maranhão, i den nordöstra delen av landet, 1 500 km norr om huvudstaden Brasília. Antalet invånare är 39 582.
I omgivningarna runt Rosário växer i huvudsak städsegrön lövskog. Runt Rosário är det ganska glesbefolkat, med 40 invånare per kvadratkilometer.